# بوتيك

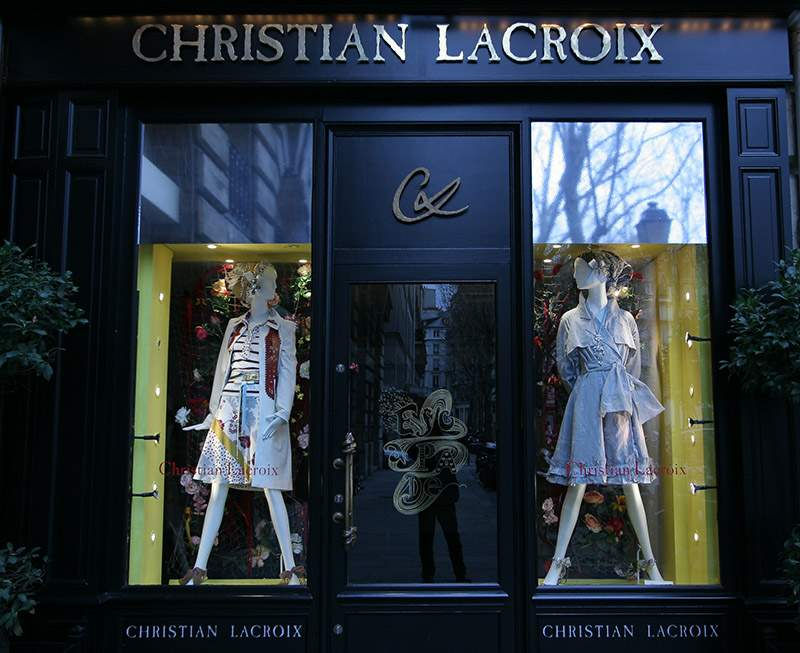
بوتيك أزياء كريستيان لاكروا

الدكان أو المحل أو المتجر أو البوتيكة أو البوتيك هو متجر صغير يتخصص في الموضة مثل الملابس والمجوهرات والإكسسوارات.